# عبدالله بن جندب
عبدالله بن بجدب کوفی، یکی از اصحاب و وکلای امامان شیعه است که در سده دوم می‌زیسته و روایات بسیاری را در منابع شیعی از او نقل کرده‌اند. او از وکیلان موسی کاظم، جعفر صادق و علی بن موسی الرضا بوده‌است.

## وکالت
وی وکیل سه امام شیعه، جعفر صادق، موسی کاظم و علی بن موسی الرضا بوده‌است. این وکالت نشانه اعتماد امامان شیعه به او است.

## جایگاه رجالی
عبدالله بن بجدب، با وجود آنکه یکی از وکلای مورد اعتماد امامان شیعه بوده‌است، اما با بررسی برخی روایات همچون آنچه کشی در رجال خویش از برخی اصحاب جعفر صادق نقل می‌کند، او متهم به فساد عقیده بوده‌است. با این حال جعفر صادق در همان روایت منقول در رجال کشی، او را ستوده‌است. او از اهالی کوفه بود و در منابع رجالی شیعه، ثقه معرفی شده‌است. همچنین کشی روایتی را نقل می‌کند که بر اساس آن، علی بن موسی الرضا عقاید وی را تأیید کرده‌است.

## روایات
جعفر صادق در سفارشی طولانی، او را به مسائلی اخلاقی و اعتقادی فراخوانده است و به اجر شهادت، حج، عبادت الهی و پرهیز از غفلت در نماز را گوشزد نموده‌است. متن کامل این توصیه را محمدباقر مجلسی در بحارالانوار و به نقل از تحف العقول آورده‌است. از دیگر روایات مهمی که از او نقل شده‌است، روایتی از علی بن موسی الرضا در تفسیر آیه نور است. در این روایت که در قالب نامه نقل شده‌است، به عبدالله بن جندب تأکید شده‌است که این نامه را به خاطر بسپارد.